# Porcos na cultura

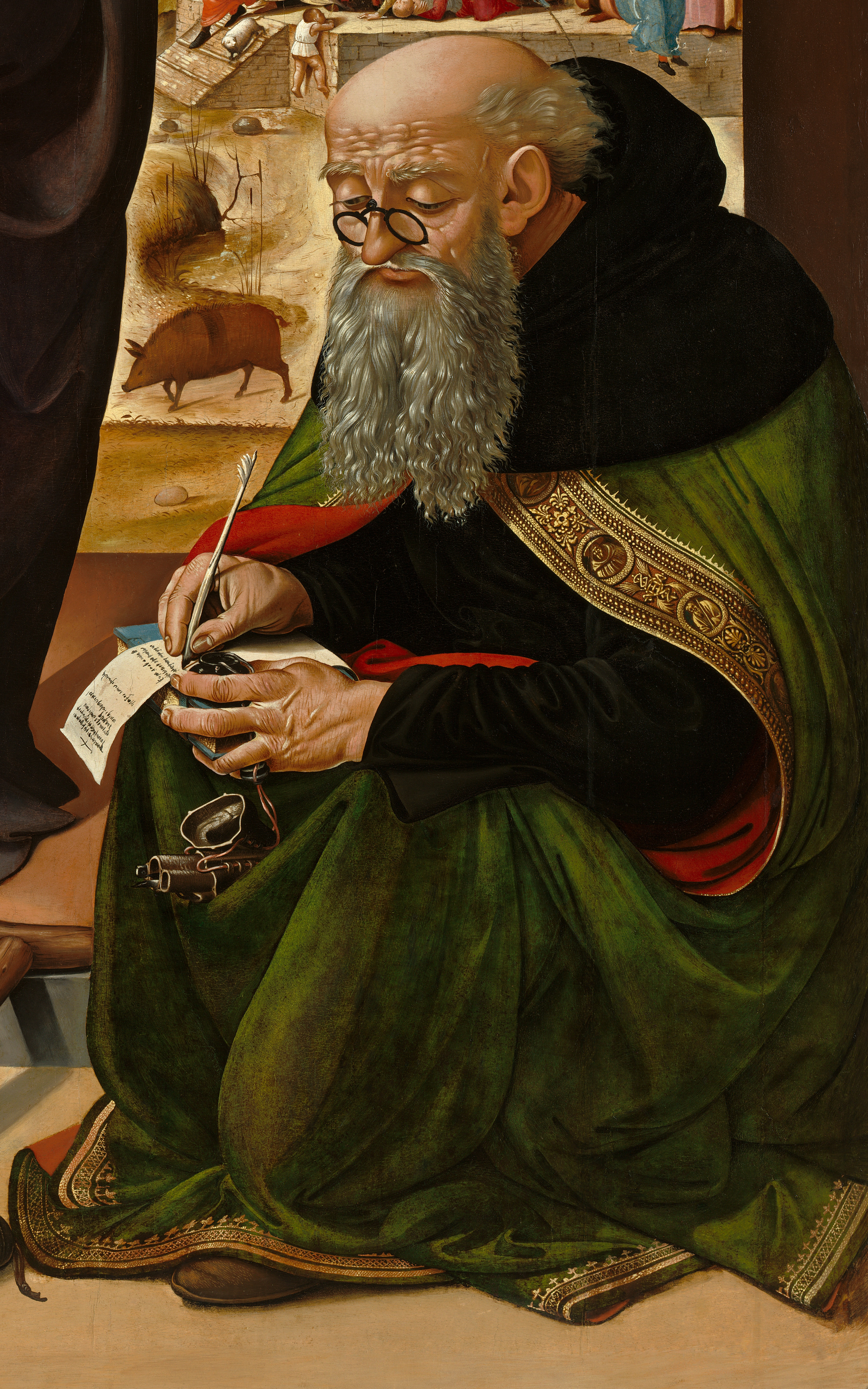
Pintura de Santo Antônio com um porco ao fundo, de Piero di Cosimo, c. 1480

Os porcos, difundidos nas sociedades de todo o mundo desde os tempos neolíticos, são usados para muitas finalidades na arte, na literatura e em outras expressões da cultura humana. Nos tempos clássicos, os romanos consideravam a carne de porco a melhor das carnes, apreciando linguiças e retratando-a em sua arte. Em toda a Europa, os porcos são celebrados em carnavais desde a Idade Média, tornando-se especialmente importantes na Alemanha Medieval, em cidades como Nuremberga, e na Itália Moderna, em cidades como Bolonha.
Na literatura, tanto para crianças quanto para adultos, os personagens suínos aparecem em alegorias, histórias em quadrinhos e romances sérios. Na arte, os porcos foram representados em uma ampla variedade de mídias e estilos desde os tempos mais remotos em muitas culturas. Os nomes de porcos são usados em expressões idiomáticas e epítetos de animais, muitas vezes depreciativos, já que os porcos há muito tempo são associados à sujeira e à ganância, enquanto lugares como Swindon são nomeados por sua associação com suínos. O consumo de carne suína é proibido no Islã e no judaísmo, mas os porcos são sagrados em algumas outras religiões.

## Celebração da carne

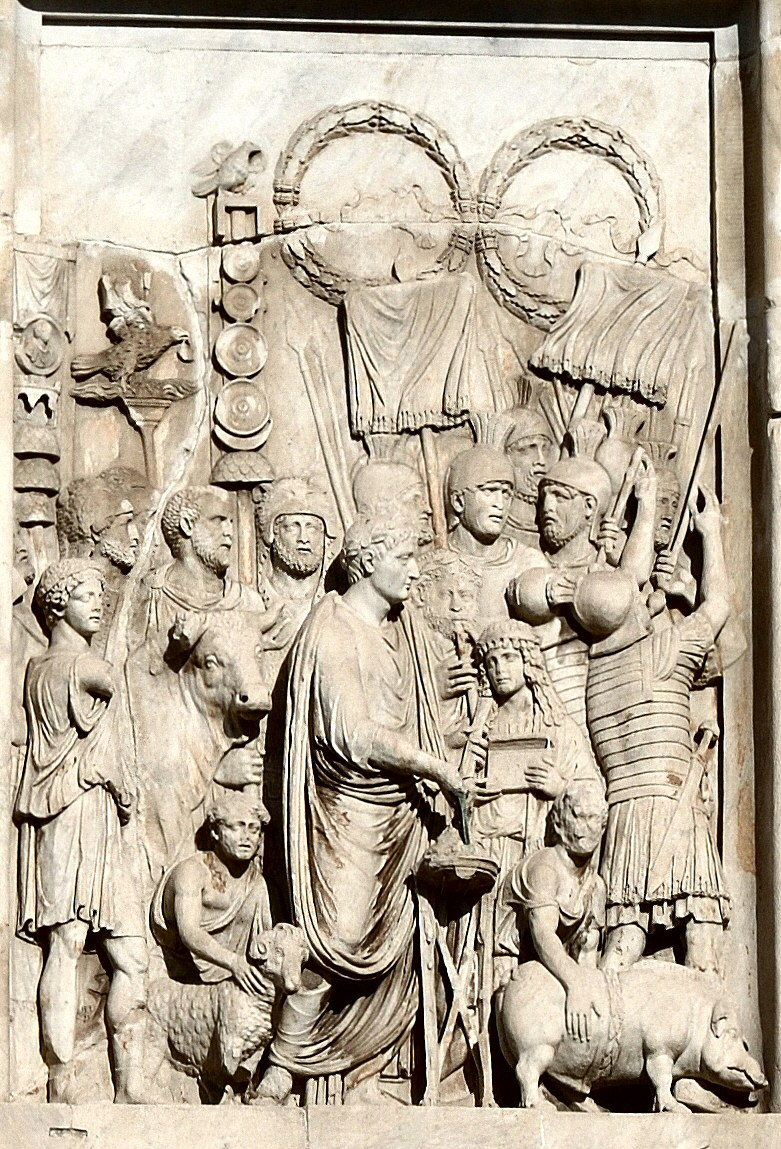
Arco de Constantino, painel em relevo mostrando a lustração das tropas de Marco Aurélio, com um porco gordo no canto inferior direito

### Época clássica
O acadêmico Michael MacKinnon escreve que “a carne de porco era geralmente considerada a melhor de todas as carnes domésticas consumidas durante a época romana, e era ingerida em uma infinidade de formas, de salsichas a bifes, tanto por ricos quanto por pobres. Nenhum outro animal tinha tantos nomes em latim (por exemplo, sus, porcus, porco, aper) ou era ingrediente de tantas receitas antigas como as descritas no manual de culinária de Apicius". Os porcos foram encontrados em quase todos os sítios arqueológicos da Itália romana; eles são descritos por escritores agrícolas romanos, como Catão e Varrão, e na História Natural de Plínio, o Velho. MacKinnon observa que raças antigas de porcos podem ser vistas em monumentos como o Arco de Constantino, que retrata uma raça de orelhas caídas, barriga gorda e lisa.

### Carnaval
Benton Jay Komins, um estudioso da cultura, observa que o porco tem sido celebrado em toda a Europa desde os tempos antigos em seus carnavais, o nome vem do italiano carne levare, o levantamento da carne. Komins cita os estudiosos Peter Stallybrass e Allon White sobre o papel ambíguo do porco:

“Na feira e no carnaval, esperávamos encontrar uma orientação bem diferente em relação ao porco: na 'carne-levare', o porco era celebrado; os prazeres da comida eram representados na salsicha e os ritos de inversão eram emblematizados na bexiga de porco do bobo. [...] Mesmo no carnaval, o porco era o locus de significados conflitantes. Se o porco fosse devidamente celebrado, ele também poderia se tornar a analogia simbólica de grupos expiatórios e 'Outros' demonizados”.

### Tradição inglesa

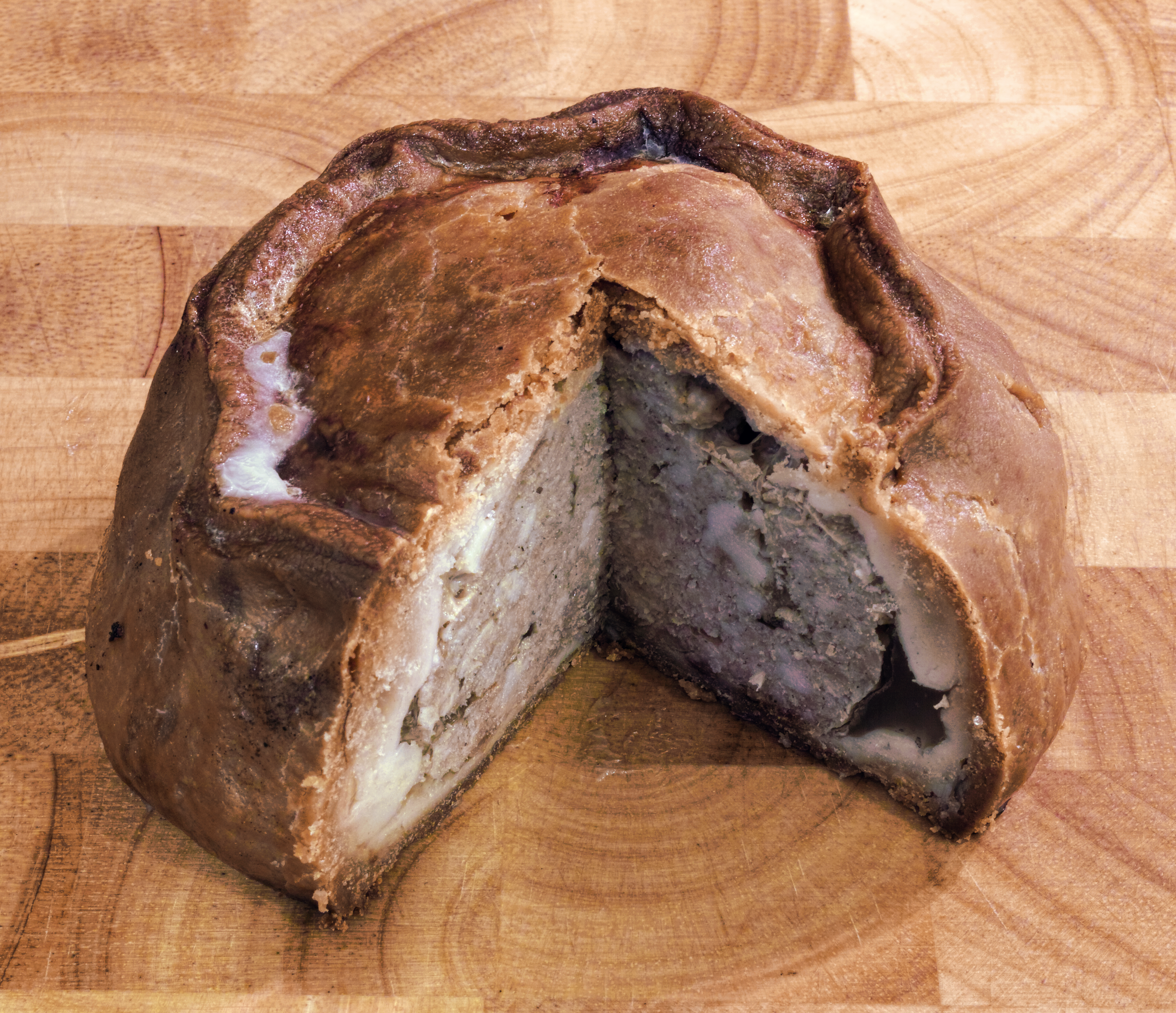
Uma torta de carne de porco de Melton Mowbray

Na Inglaterra, as tortas de carne de porco estavam sendo feitas em Melton Mowbray, Leicestershire, na década de 1780, conforme a Melton Mowbray Pork Pie Association (fundada em 1998). Originalmente, as tortas eram assadas em uma panela de barro com uma cobertura de massa, evoluindo para a forma moderna de uma caixa de massa. A tradição local afirma que os trabalhadores rurais as carregavam enquanto trabalhavam; os caçadores de raposas aristocráticos das caçadas de Quorn, Cottesmore e Belvoir supostamente viram isso e adquiriram o gosto pelas tortas. Uma data de origem um pouco posterior é dada pela alegação de que a fabricação de tortas na cidade começou por volta de 1831, quando um padeiro e confeiteiro local, Edward Adcock, começou a fazer tortas como um complemento. As tortas de carne suína de Melton Mowbray receberam o status de IGP [en] (Indicação Geográfica Protegida) em 2008.

### Tradição alemã
As cidades alemãs, como Nuremberga, fabricam linguiças de porco desde pelo menos 1315 d.C., quando foi introduzido o cargo de Würstlein (controlador de linguiças). Cerca de 1.500 tipos são produzidos no país. A bratwurst de Nuremberg deve ter no máximo 90 milímetros de comprimento e pesar no máximo 25 gramas; é aromatizada com noz-moscada, pimenta e manjerona. No início da era moderna, a partir de 1614, os açougueiros de Nuremberga desfilavam pela cidade todos os anos carregando uma linguiça de 400 metros de comprimento.

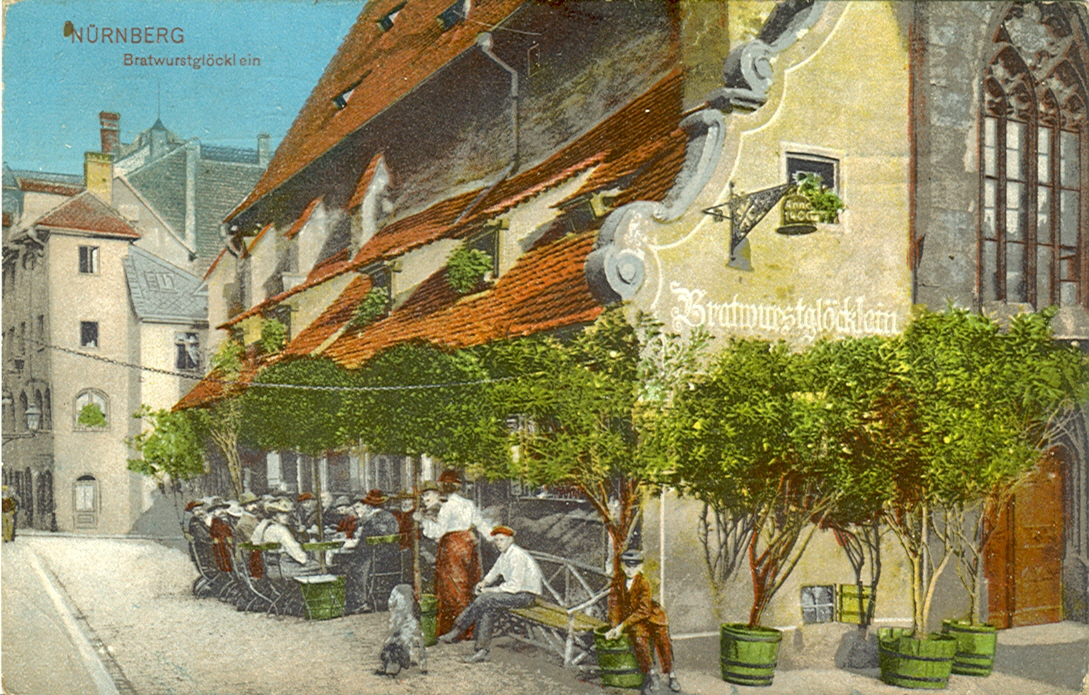
Bratwurst Glöcklein, a pousada mais famosa da Alemanha na época, foi fundada em Nuremberga no século XIV e foi destruída na Segunda Guerra Mundial. Cartão postal de 1914.
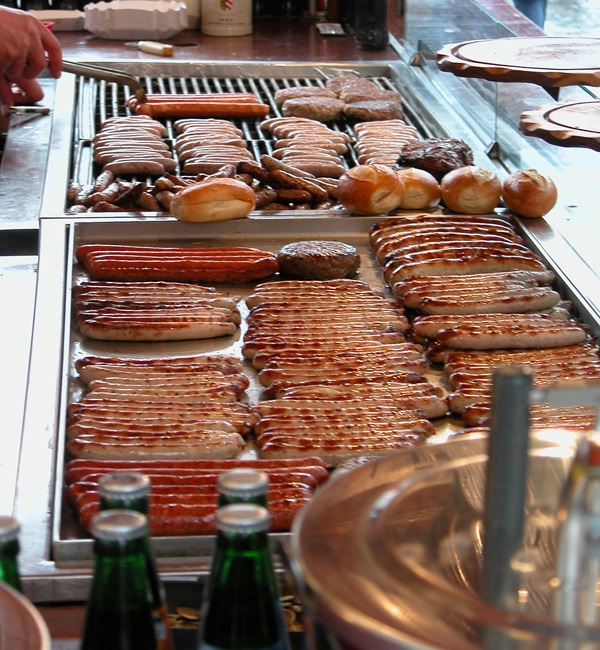
Uma variedade de linguiças grelhadas Bratwurst no mercado principal de Nuremberg

### Tradição italiana
O porco e os produtos suínos, como a mortadela, eram economicamente importantes em cidades italianas como Bolonha e Modena no início do período moderno, e eram celebrados como tal; eles permaneceram assim nos tempos modernos. Em 2019, a Istituzione Biblioteche Bologna realizou a exposição Pane e salame. Immagini gastronomiche bolognesi dalle raccolte dell'Archiginnasio ("Pão e salame. Imagens gastronômicas bolonhesas da coleção do Archiginnasio") sobre as imagens gastronômicas de sua coleção.

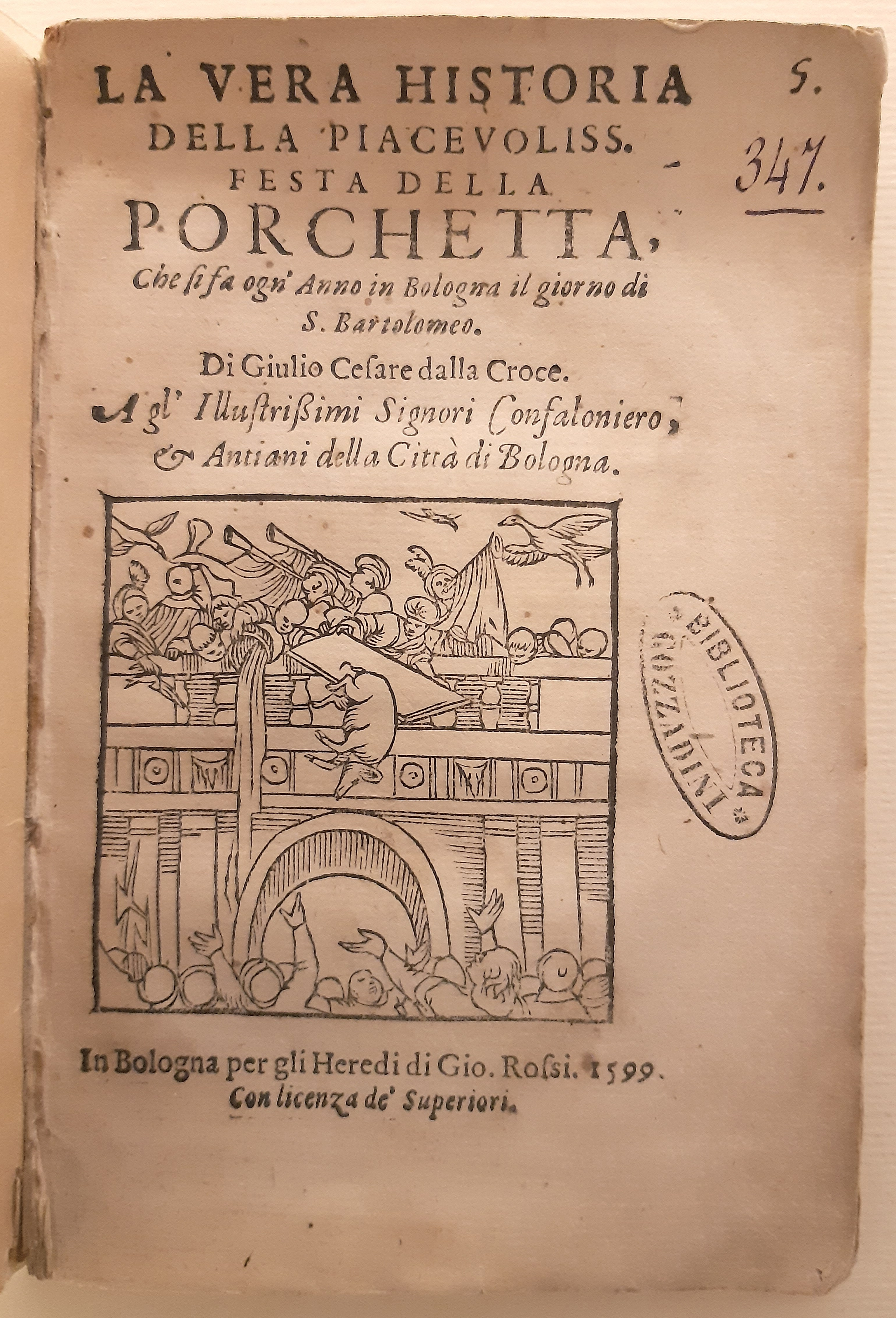
La Vera Historia della Piacevolissima Festa Della Porchetta de Giulio Cesare Croce, Bolonha, 1599
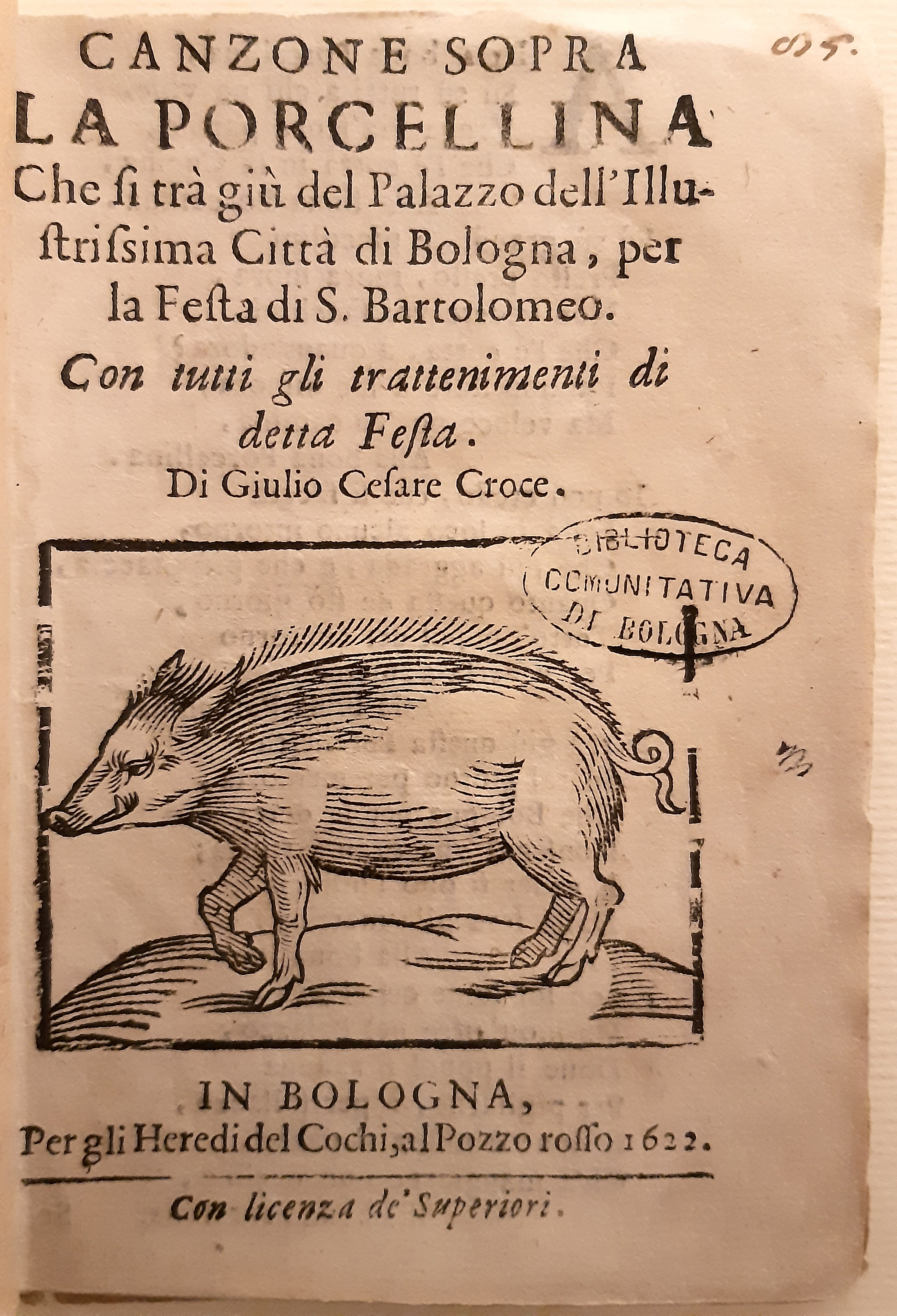
Canzone Sopra La Porcellina de Giulio Cesare Croce, Bolonha, 1622
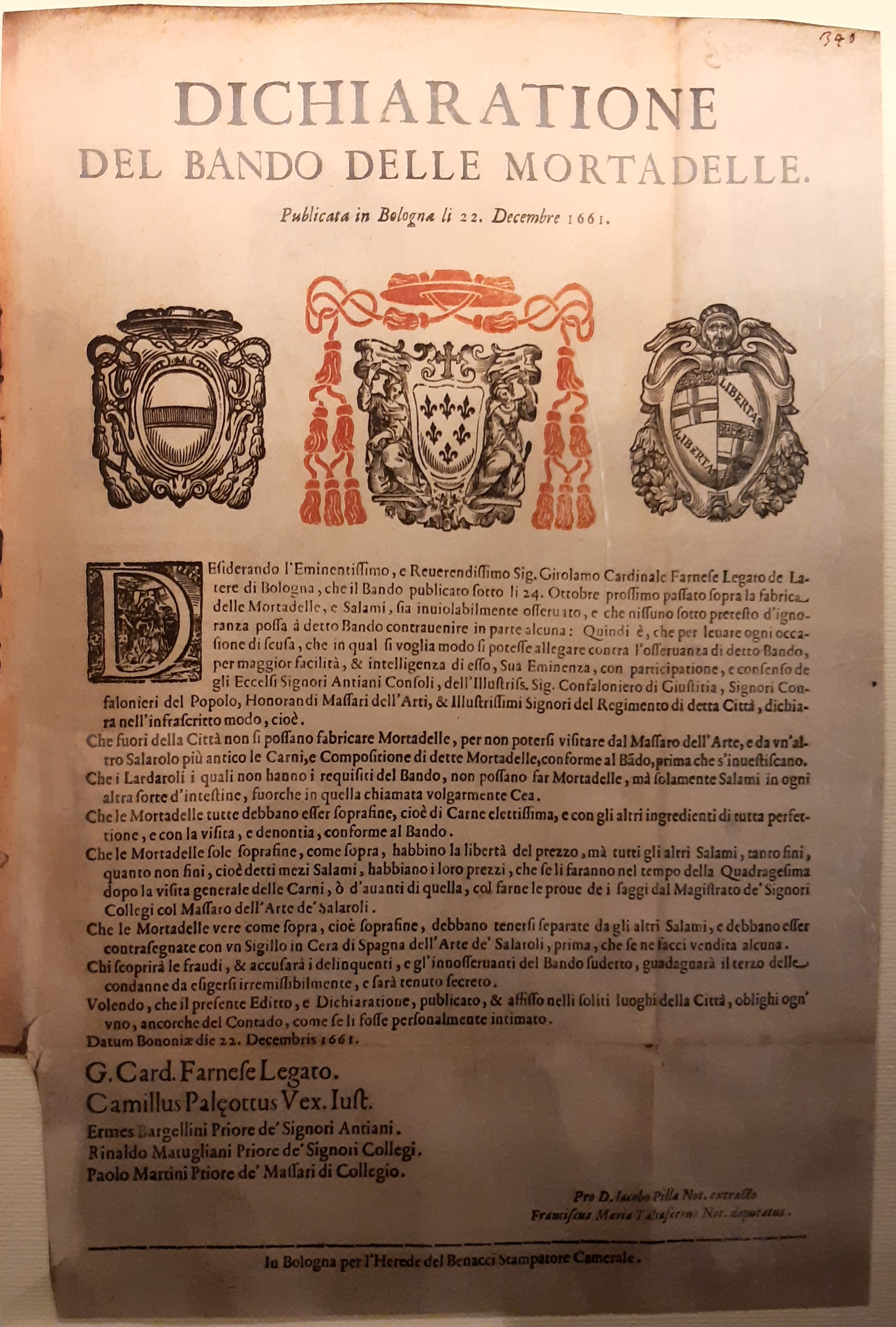
Dichiarazione del Bando delle Mortadelle, Bolonha, 1661
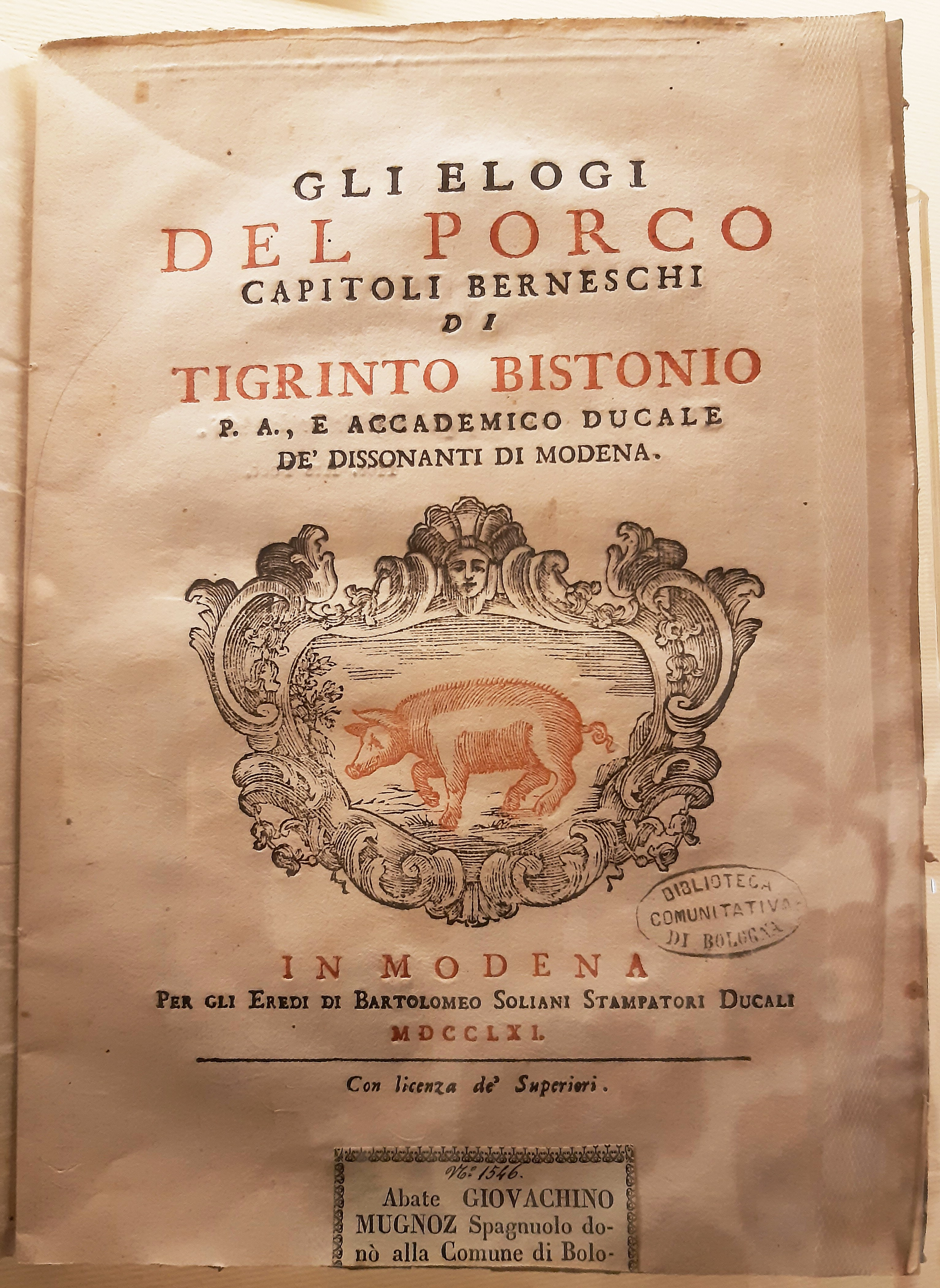
Gli Elogi del Porco, Modena, 1761
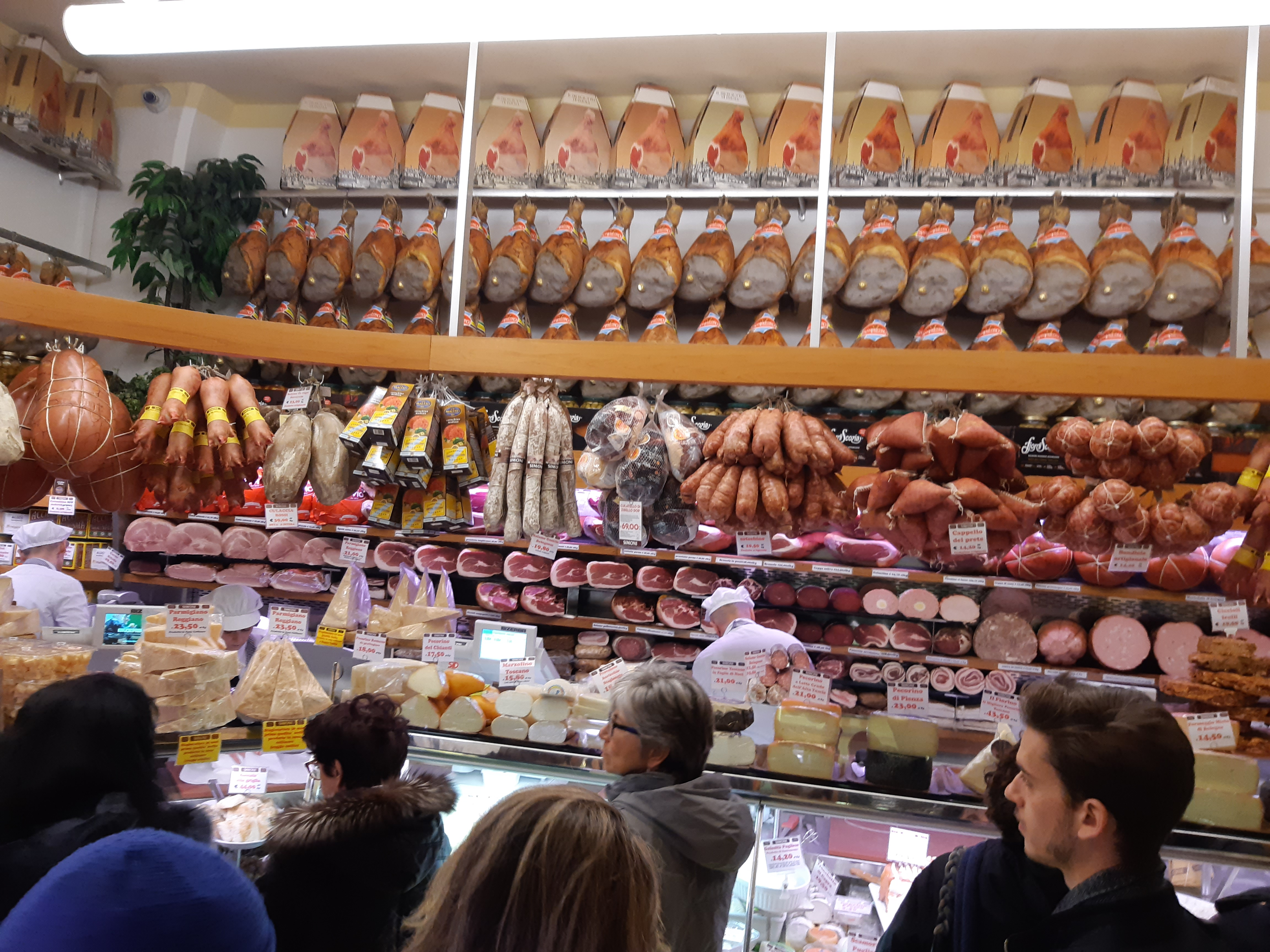
Presuntos, pés de porco, linguiças e mortadela em Bolonha, 2019

## Literatura

### Para adultos

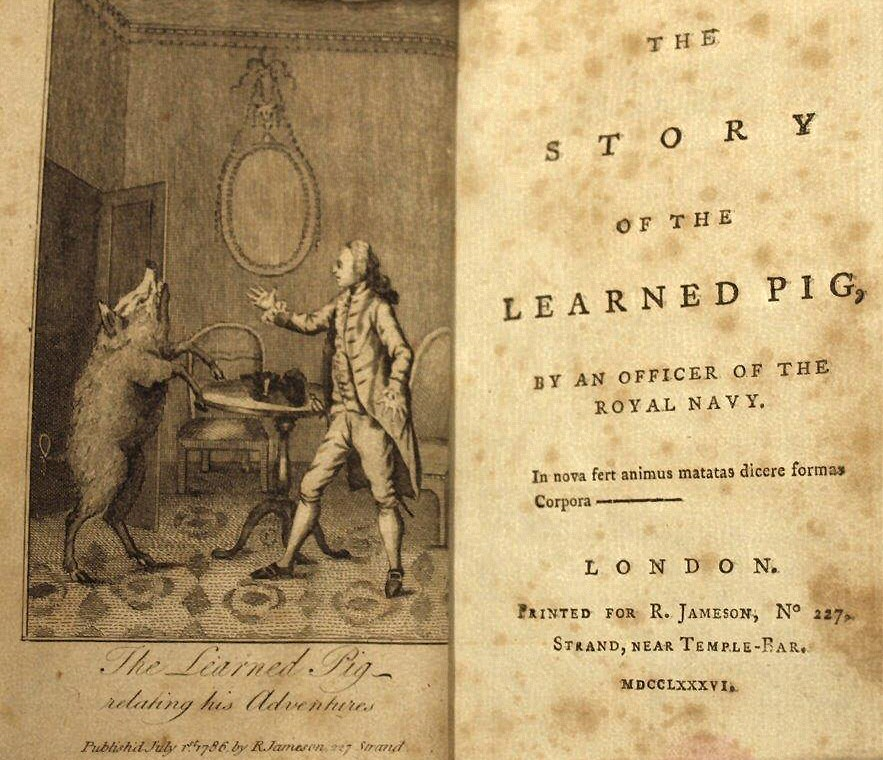
The Story of the Learned Pig by an Officer of the Royal Navy, 1786

Os porcos apareceram na literatura com uma variedade de associações, desde os prazeres de comer, como em A Dissertation upon Roast Pig, de Charles Lamb, até Senhor das Moscas, de William Golding (com o personagem gordo “Piggy”), onde a cabeça de javali apodrecida em uma vara representa Belzebu, sendo “senhor das moscas” a tradução direta do hebraico בעל זבוב, e o romance alegórico de George Orwell, A Revolução dos Bichos, onde os personagens centrais que representam os líderes soviéticos são porcos. O porco é usado para efeitos cômicos nas histórias de P. G. Wodehouse ambientadas no Castelo de Blandings, onde o excêntrico Lord Emsworth mantém um porco de prêmio extremamente gordo chamado Imperatriz de Blandings, que é frequentemente roubado, sequestrado ou ameaçado de alguma forma. Um uso bem diferente é feito do porco nos livros de fantasia de Lloyd Alexander [en], As Crônicas de Prydain, em que Hen Wen é um porco com visões de futuro, usado para ver o futuro e localizar itens místicos, como o Caldeirão Negro.
Uma das primeiras referências literárias vem de Heráclito, que fala da preferência que os porcos têm pela lama em vez da água limpa nos Fragmentos. Os porcos tinham significado tanto para os antigos filósofos pirrônicos (para os quais o porco representava a acrasia) quanto para os antigos filósofos epicuristas (para os quais representava a busca pelo prazer). Platão, na República, discute um “estado saudável” de simplicidade como “uma cidade para porcos” (em grego: huōn polis). No romance chinês do século XVI de Wu Cheng'en, Jornada ao Oeste, Zhu Bajie é parte humano, parte porco. Em livros, poemas e desenhos animados da Inglaterra do século XVIII, Learned Pig era um animal treinado que parecia capaz de responder a perguntas. Thomas Hardy descreve a morte de um porco em seu romance de 1895, Judas, o Obscuro.

### Para crianças

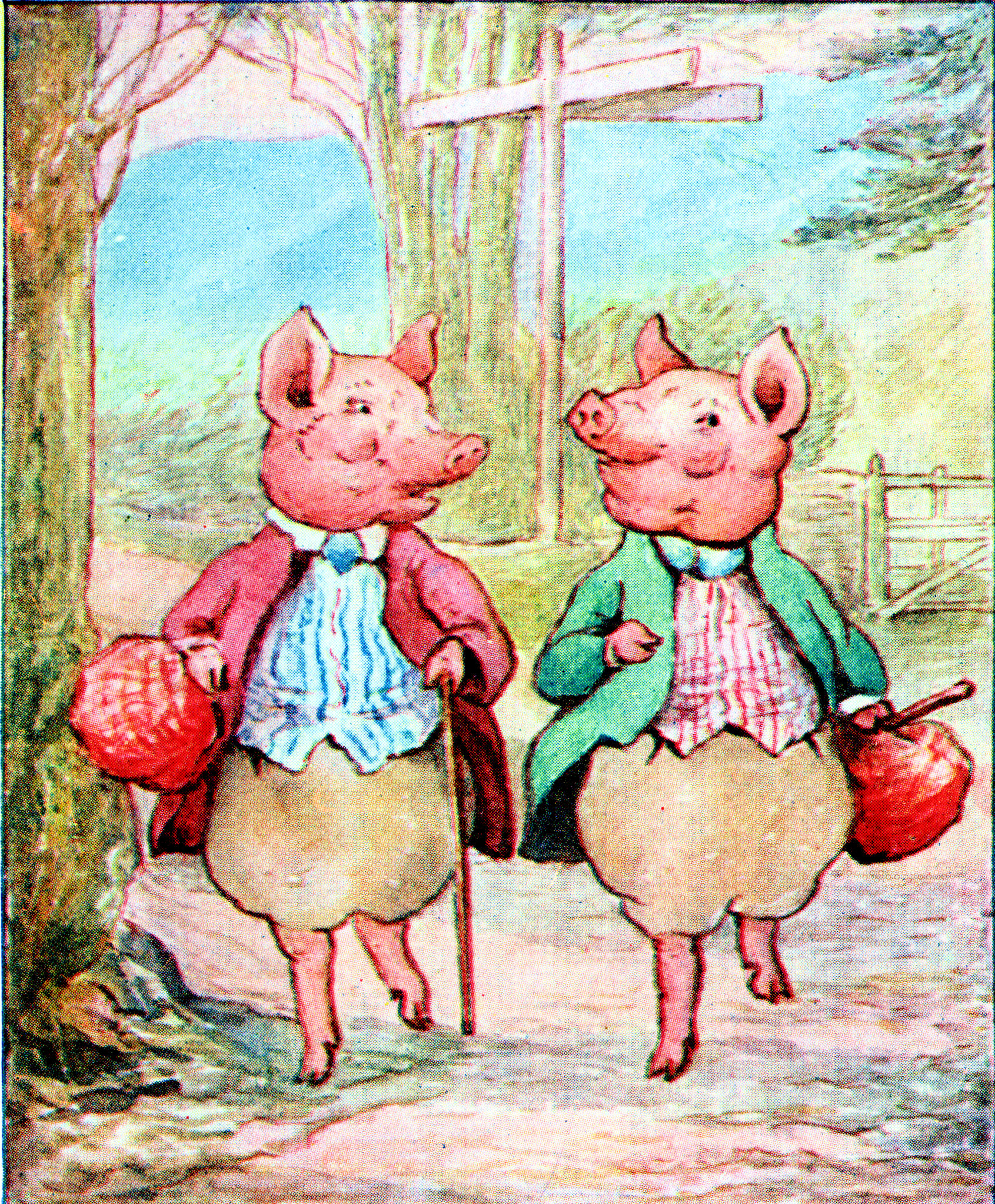
Pigling Bland partindo para suas aventuras

Os porcos aparecem em livros infantis desde pelo menos 1840, quando Os Três Porquinhos foi publicado; a história apareceu em muitas versões diferentes, como o filme da Disney de 1933 e Revolting Rhymes, de Roald Dahl, de 1982. Ainda mais antiga é a popular rima infantil inglesa do século XVIII e o jogo de mãos “This Little Piggy”, frequentemente presente no cinema e na literatura, como os desenhos animados da Warner Brothers A Tale of Two Kitties (1942) e A Hare Grows In Manhattan (1947), que usam a rima para efeitos cômicos. Dois dos “pequenos livros” de Beatrix Potter, The Tale of Pigling Bland (1913) e The Tale of Little Pig Robinson (1930), apresentam as aventuras de porcos vestidos como pessoas.
Várias séries de desenhos animados incluíram porcos como personagens de destaque. Um dos primeiros porcos em desenho animado foi o glutão “Piggy”, que apareceu em quatro curtas da Warner Brothers, Merrie Melodies, entre 1931 e 1937, com destaque para Pigs Is Pigs, seguido por Gaguinho, com hábitos semelhantes.
Leitão é o companheiro constante de Pooh nas histórias de Winnie the Pooh de A. A. Milne e nos filmes da Disney baseados nelas, enquanto em Charlotte's Web, o personagem central Wilbur é um porco que se relacionou com uma aranha chamada Charlotte. O filme Babe, de 1995, retratou com humor um porco que queria ser um cão pastor, baseado no personagem do romance The Sheep Pig, de Dick King-Smith, de 1983. Entre as novas versões do clássico Os Três Porquinhos está The Three Ninja Pigs, de Corey Rosen Schwartz e Dan Santat, de 2012.

## Arte
Os porcos já aparecem na arte em mídias que incluem cerâmica, escultura, metalurgia, gravuras, pinturas a óleo, aquarela e vitrais, desde o período neolítico. Alguns funcionaram como amuletos.

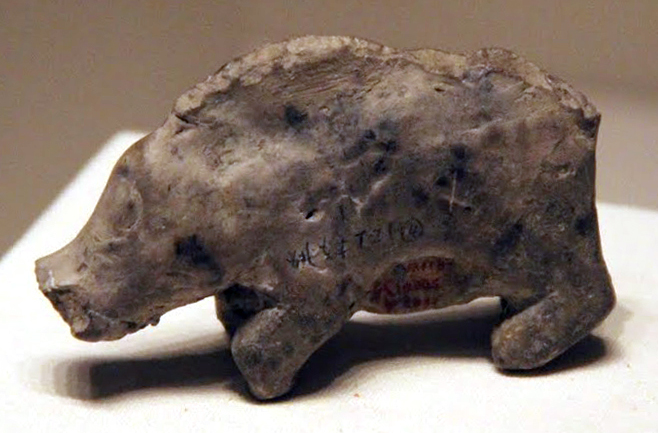
Porco de cerâmica neolítica, Cultura Hemudu [en], Zhejiang, China
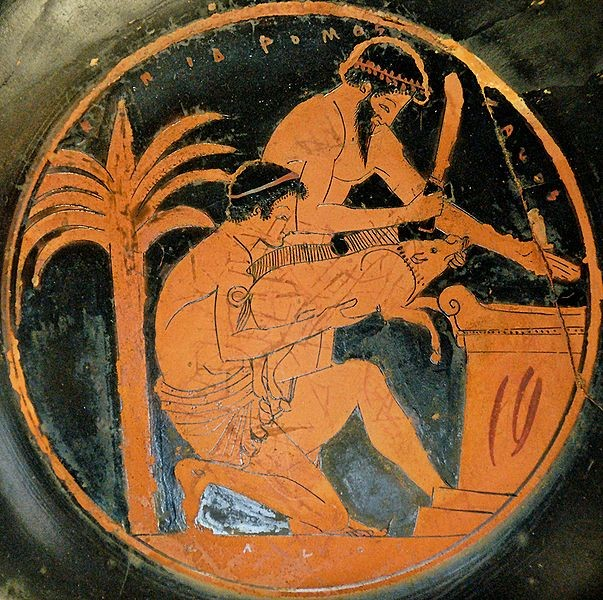
Dois homens sacrificando um porco a Deméter. Vaso com figuras vermelhas, Grécia Antiga
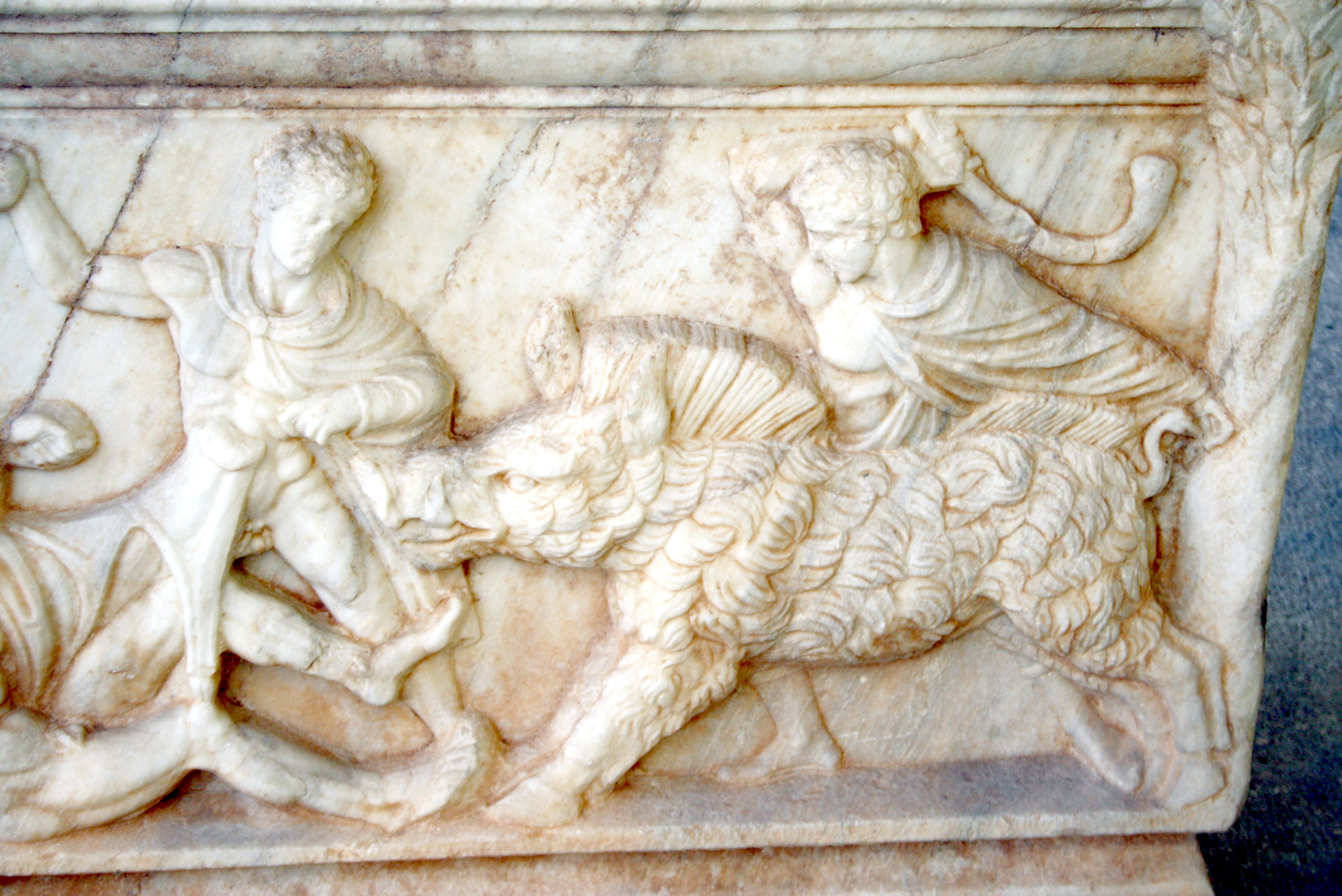
Sarcófago com caça ao javali calidônio. Atenas, século II
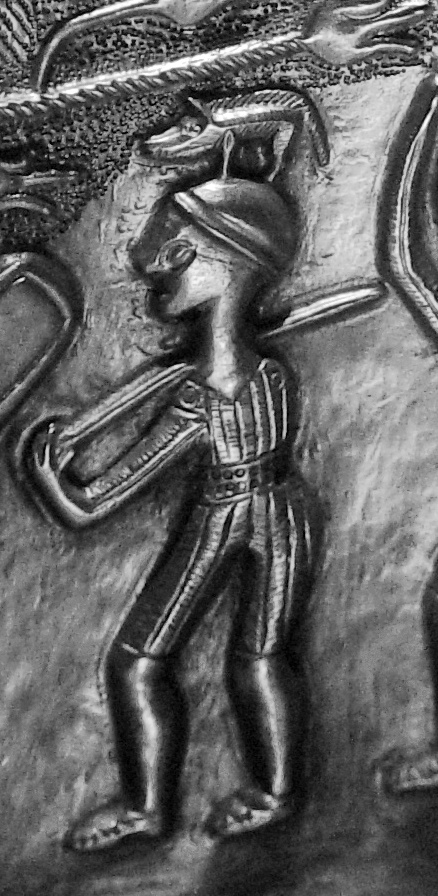
Figura com capacete de javali no Caldeirão de Gundestrup. Século III
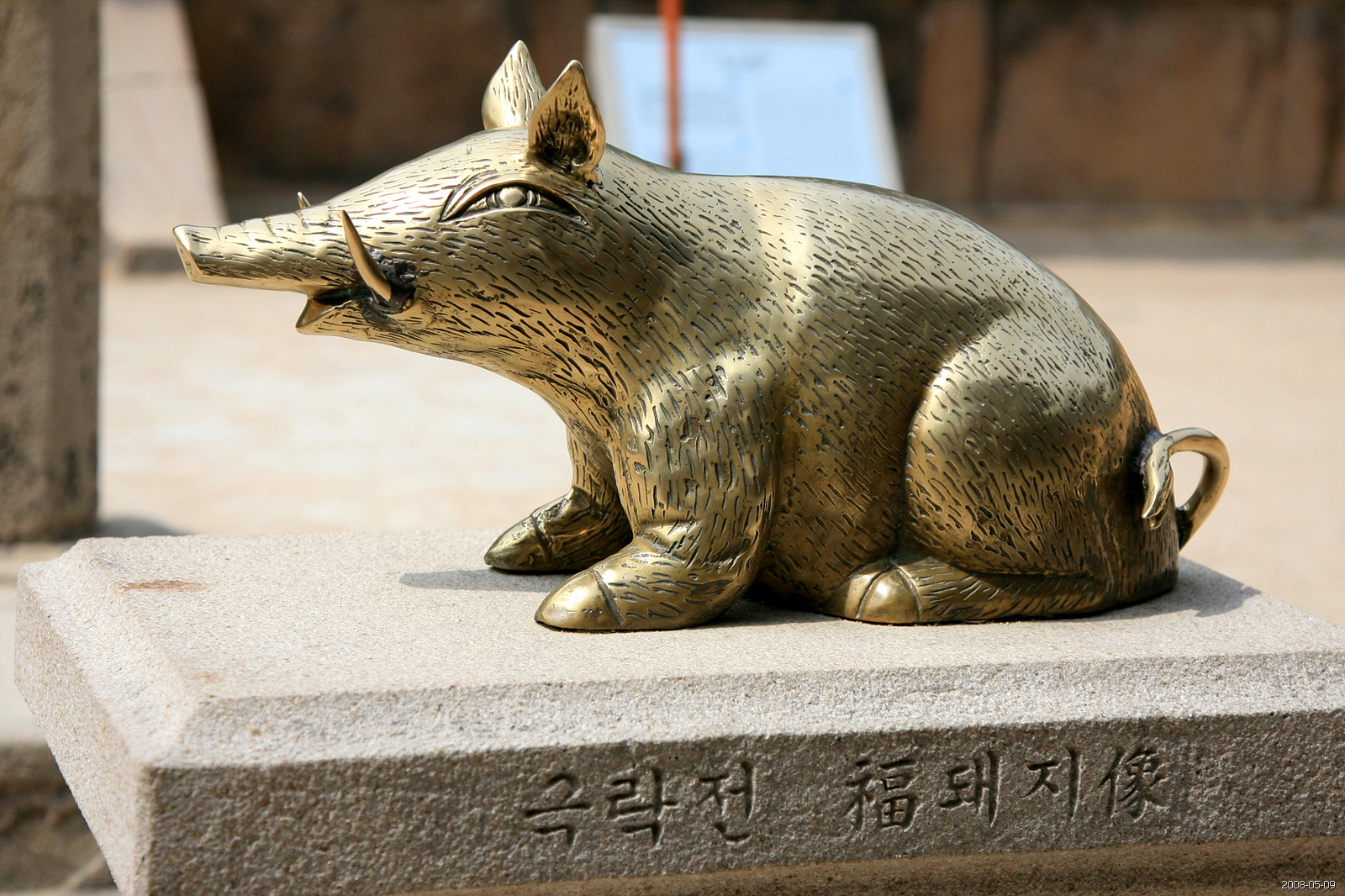
Porco de bronze dourado, Templo de Gyeongju, Bulguksa. Reino de Silla, Coreia
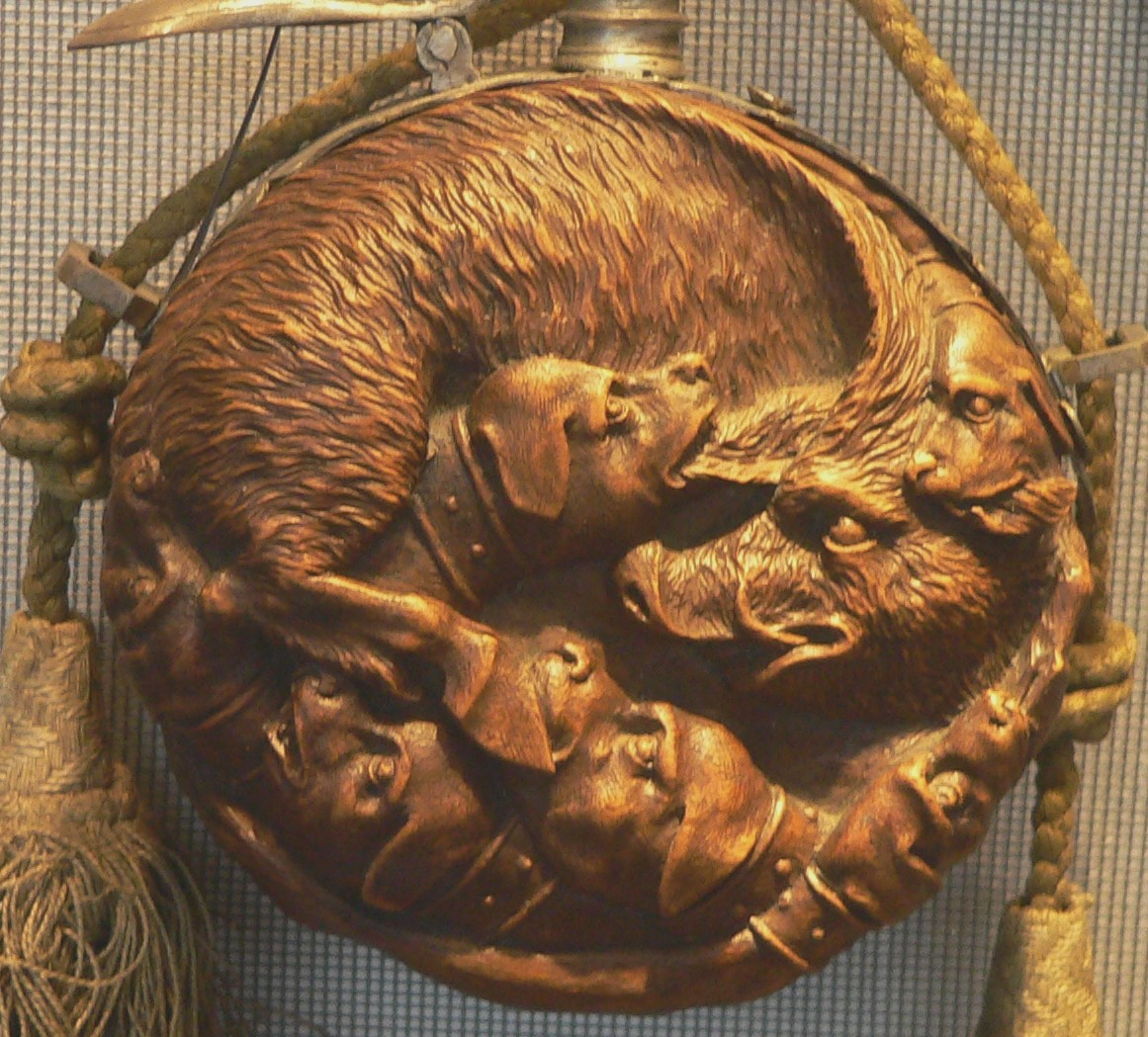
Javali com cães de caça. Frasco de pólvora, Alemanha, século XVI
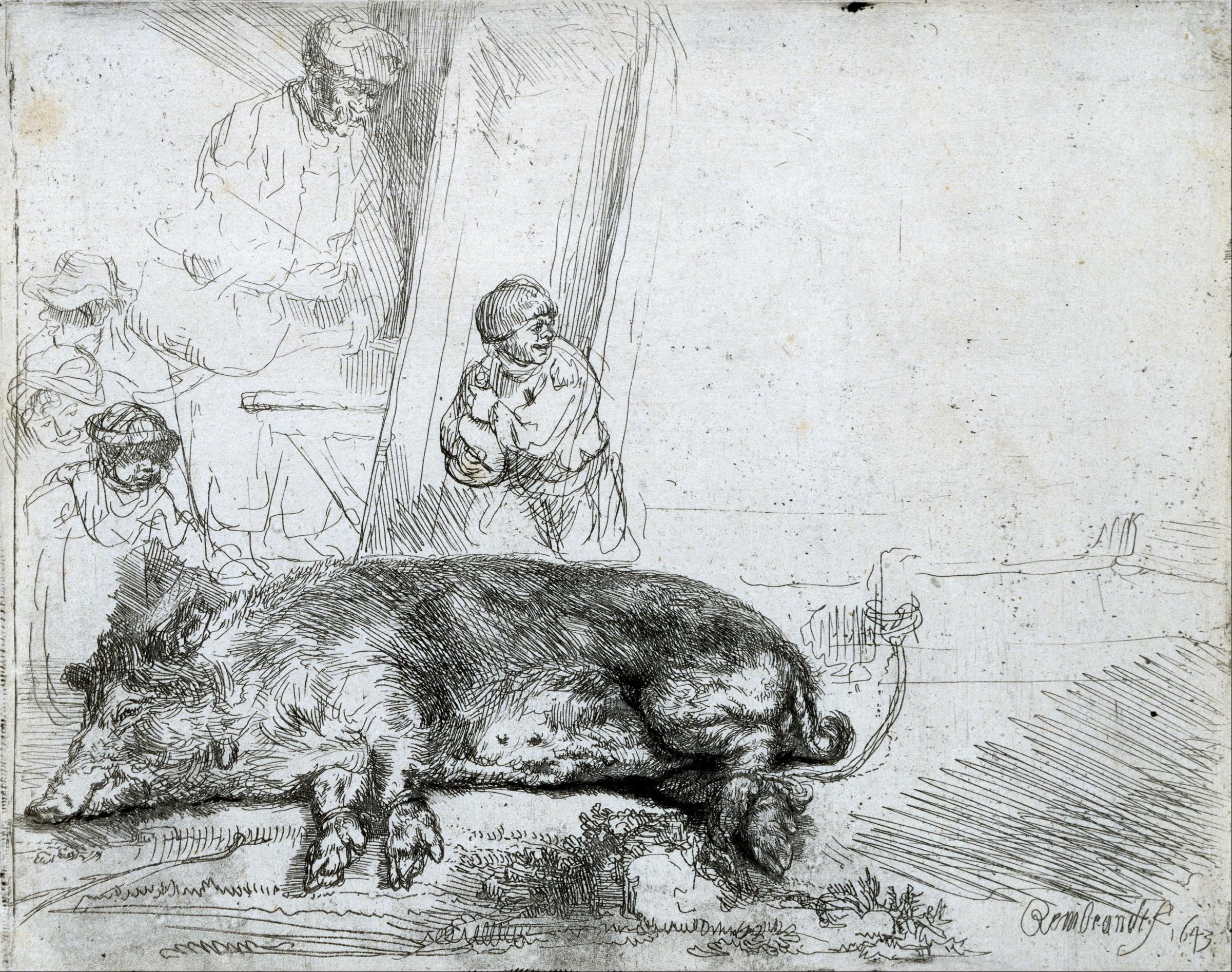
O porco. Gravura de Rembrandt van Rijn, 1643
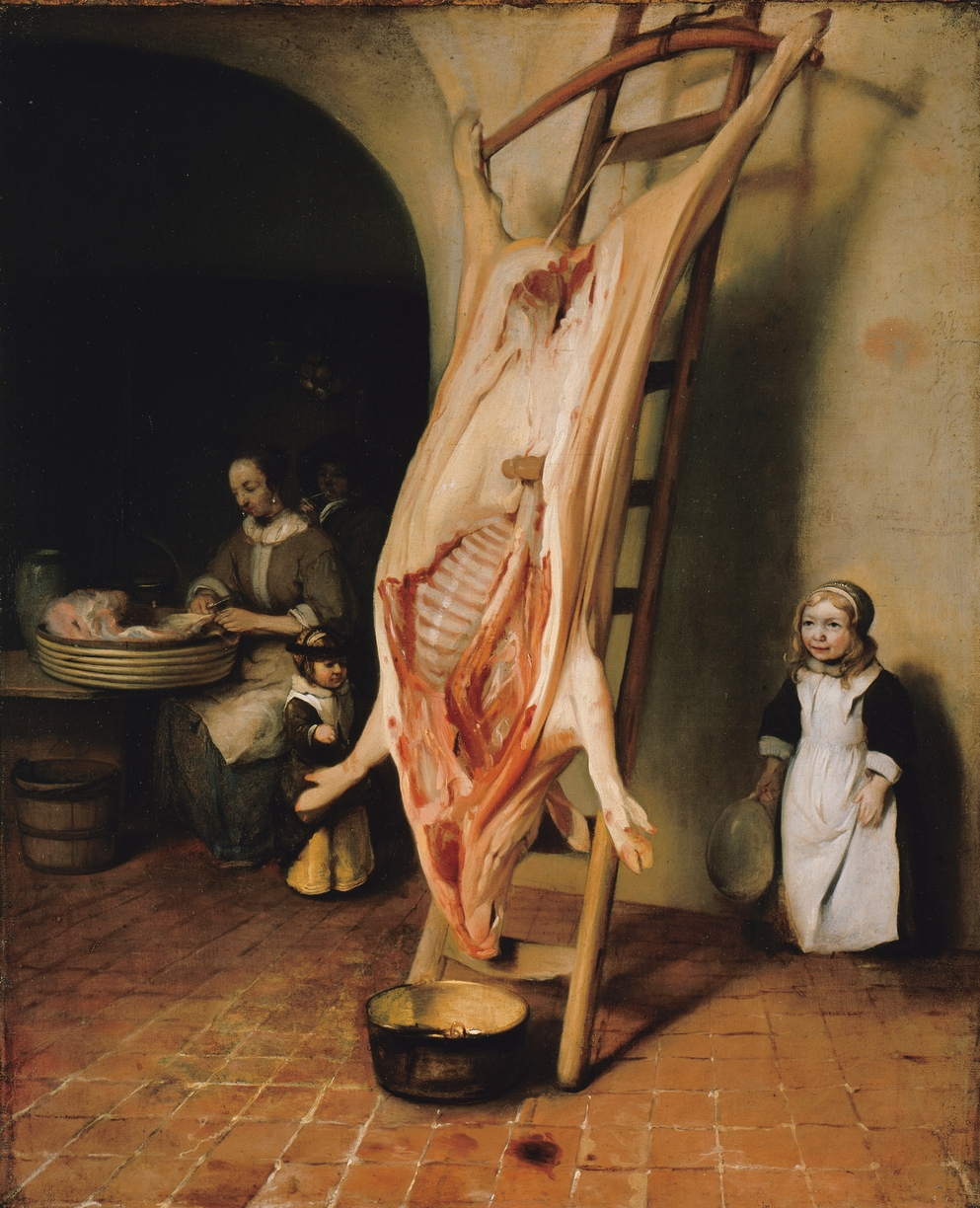
O porco abatido de Barent Fabritius, 1656
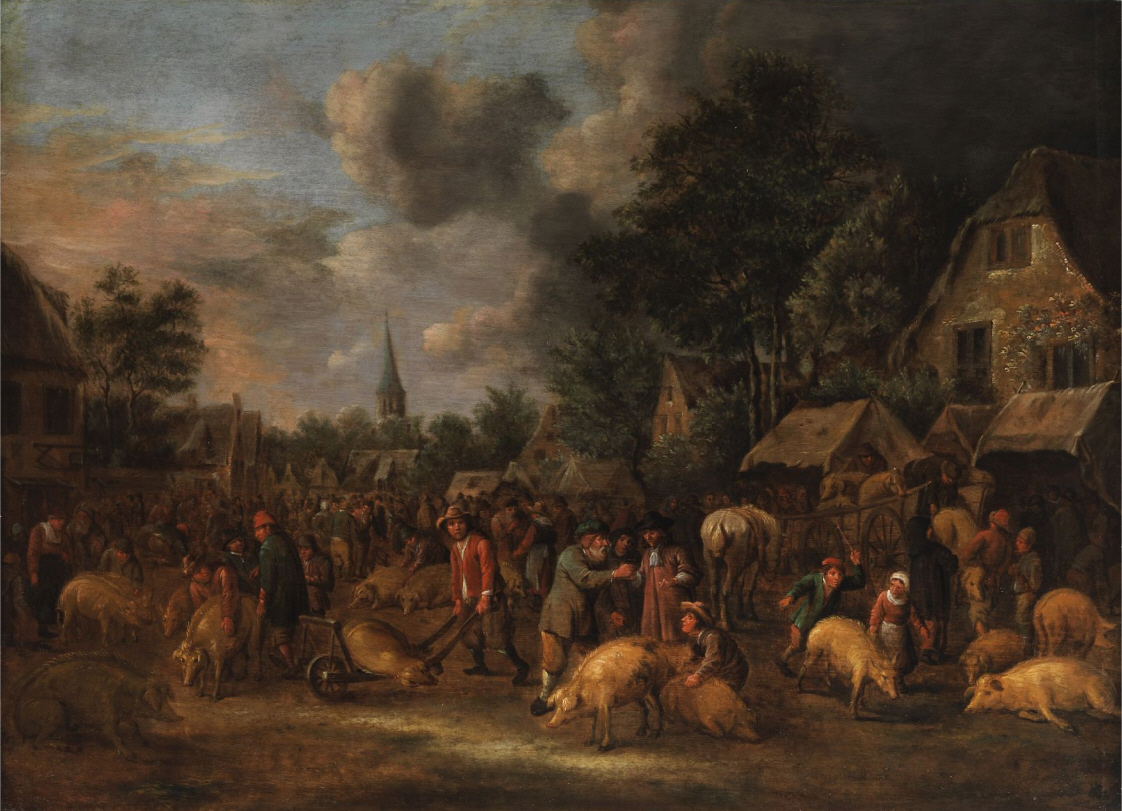
Mercado de suínos em uma cidade holandesa de Nicolaes Molenaer, 17th century
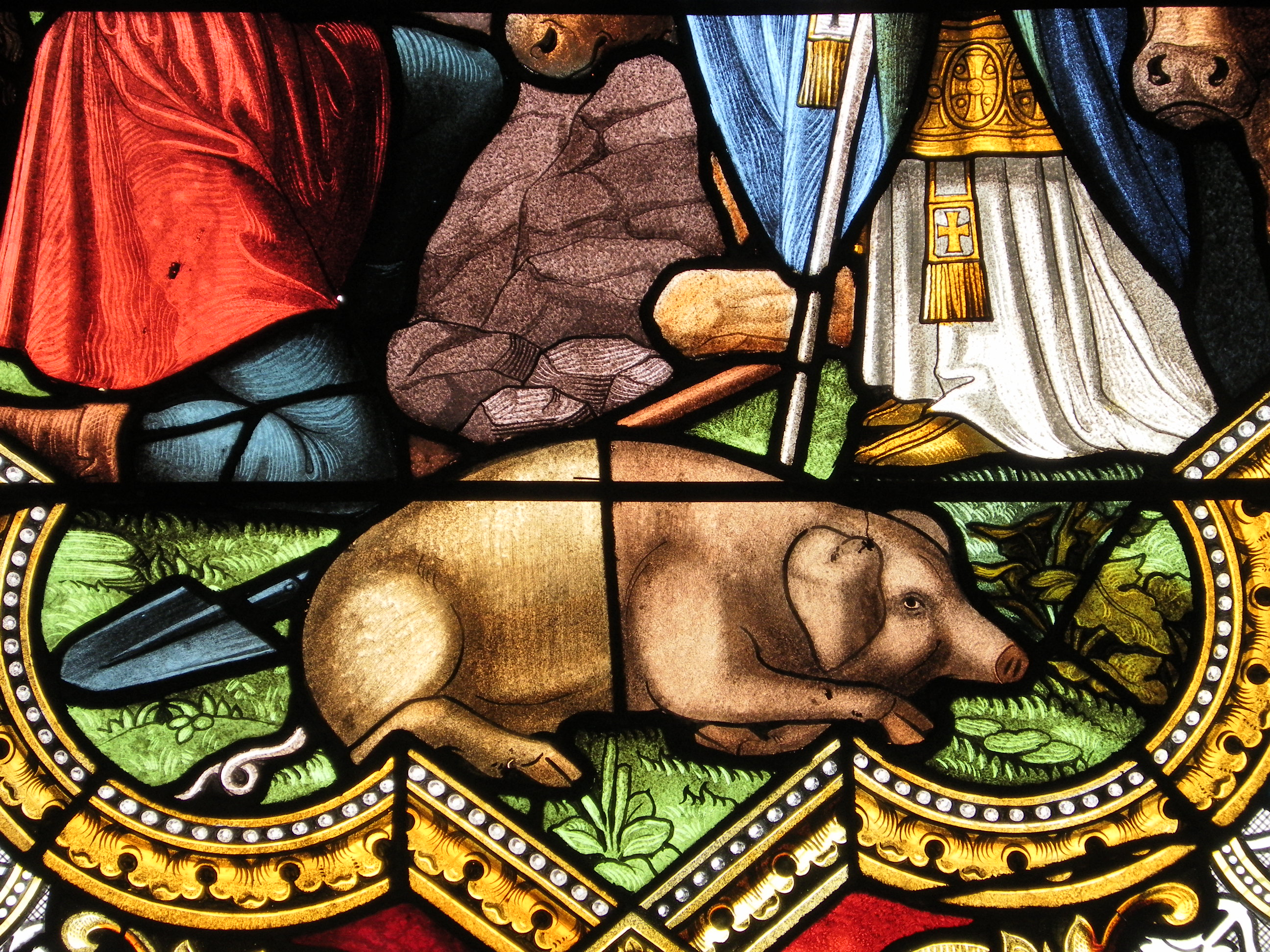
Porco aos pés de Santo Antônio, o Eremita. Vitral, Chapelle Notre-Dame-de-Lhor, Moselle, França
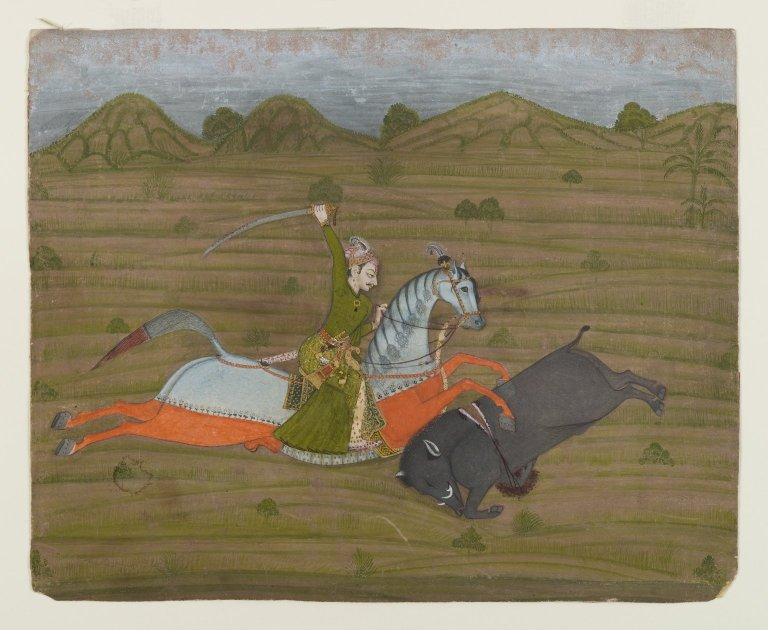
Príncipe caçando javali. Guache e ouro sobre papel. Índia, c. 1765
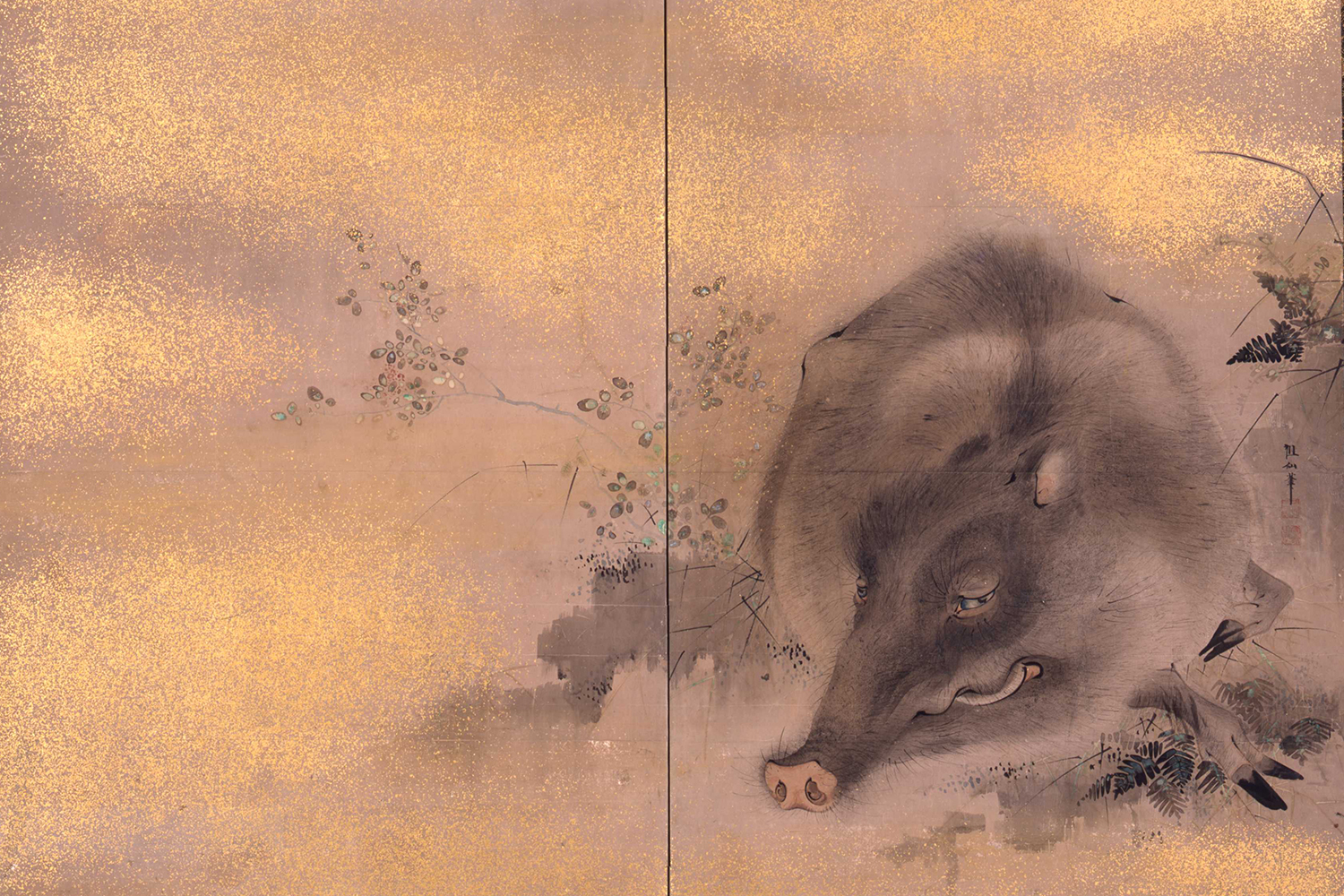
Telas dobráveis de Inoshishi-zu de Mori Sosen. Período Edo, Japão, Século XVIII-XIX
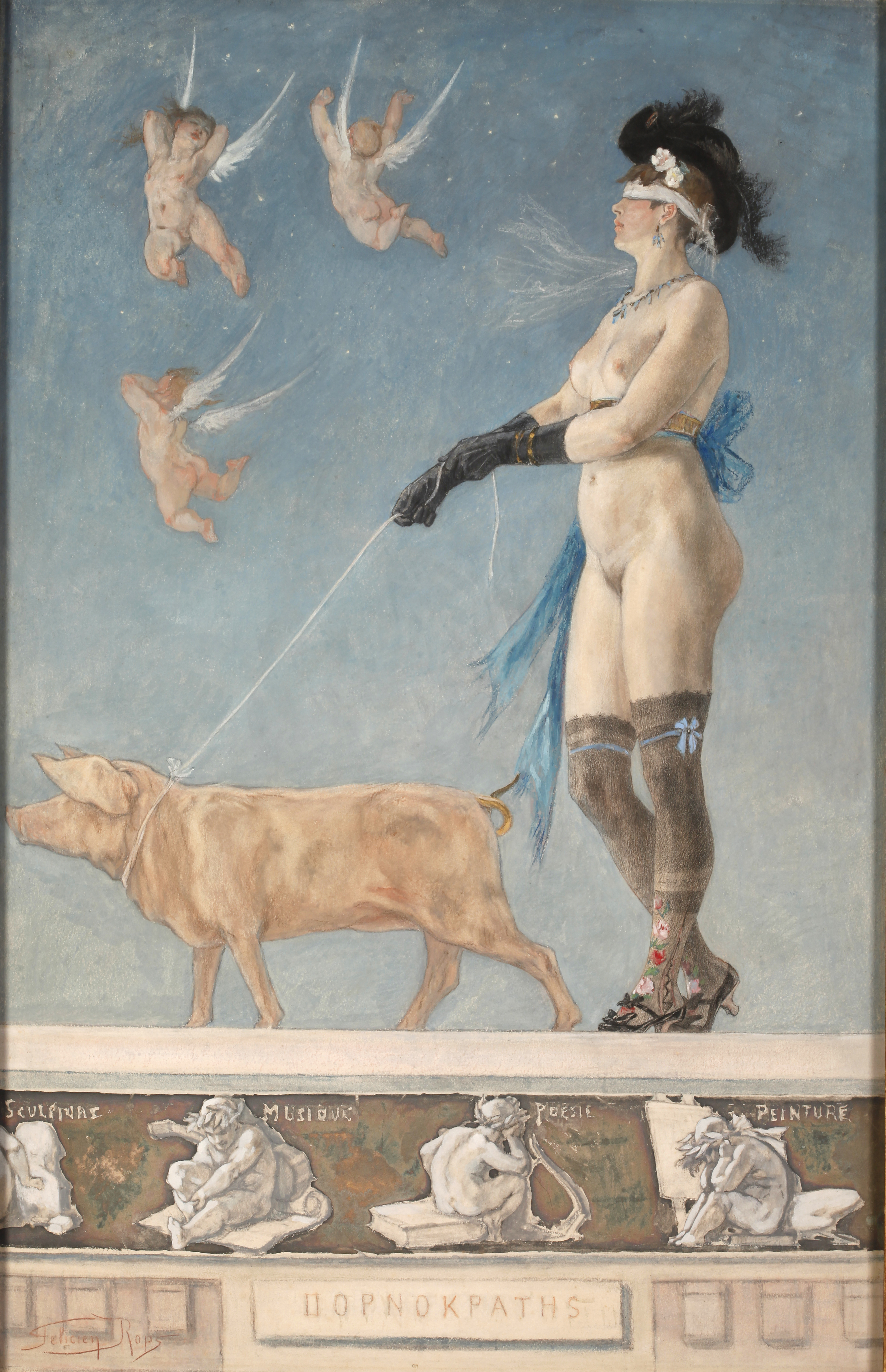
Pornokratès de Félicien Rops. Aquarela, pastel, e guache, 1878
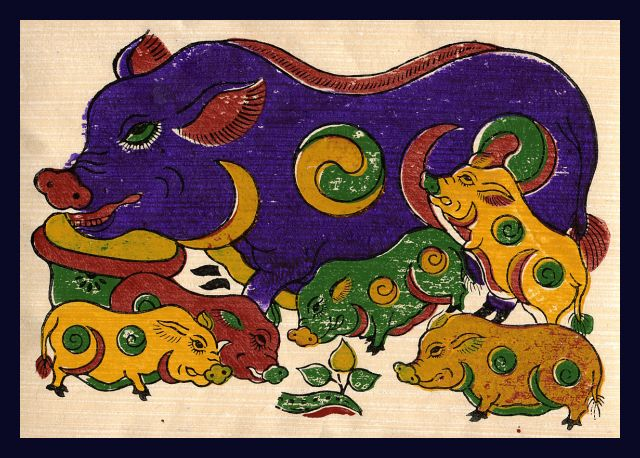
Lợn âm dương – Pintura vietnamita Đông Hồ (séculos XIX e XX)
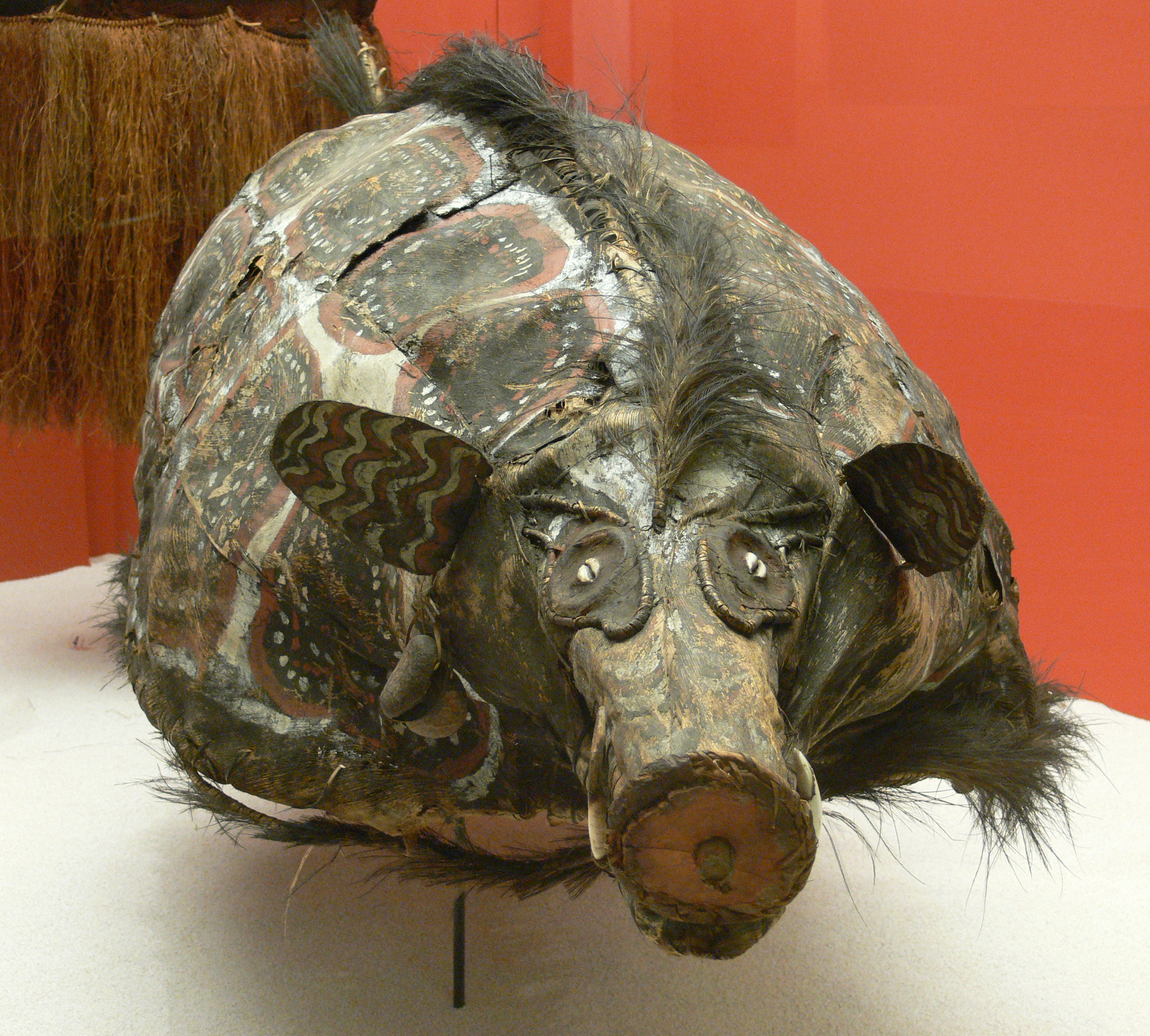
Máscara ritual de porco, região de Sepik, Papua-Nova Guiné. Rattan, bainhas de folhas de palmeira e penas de casuar. Obtida em 1914
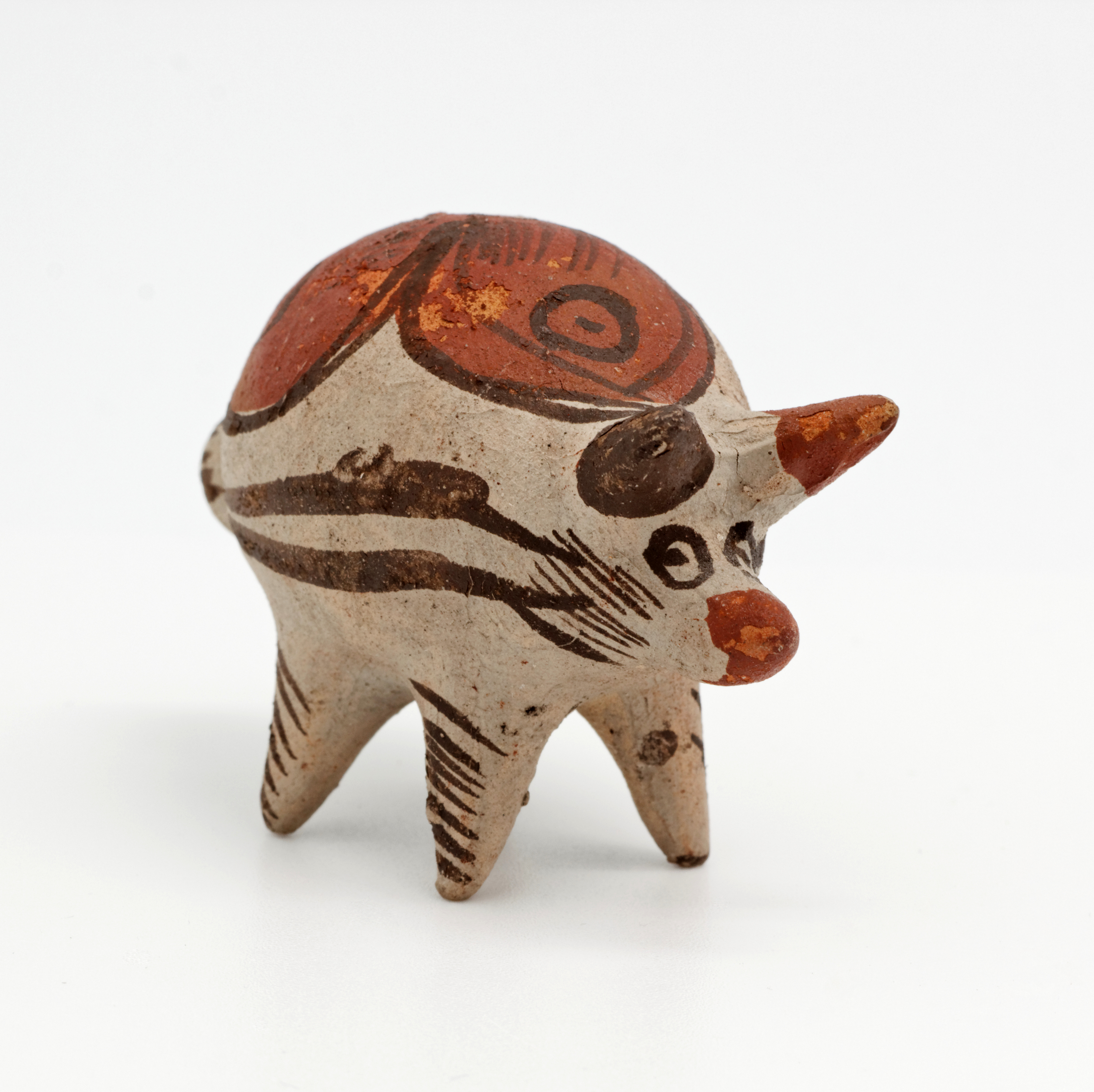
Amuleto em forma de porco. Cerâmica, México

## Religião

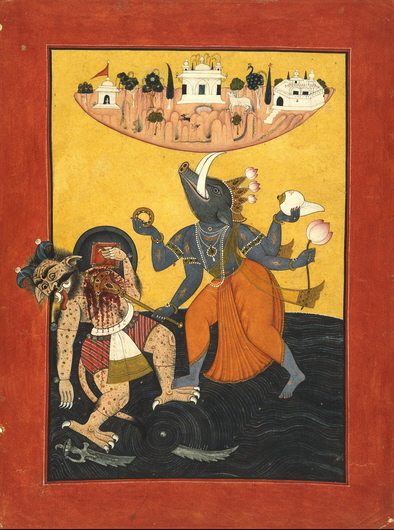
Varaha, o avatar javali de Vishnu, matando um demônio. Guache sobre papel, Chamba, c. 1740

A carne de porco é considerada inaceitável para algumas religiões do mundo. No Islã e no Judaísmo, o consumo de carne de porco é proibido. Muitos hindus são lacto-vegetarianos, evitando todos os tipos de carne. No Budismo, o porco simboliza a ilusão (sânscrito: moha), um dos três venenos (sânscrito: triviṣa). Assim como os hindus, muitos budistas são vegetarianos e alguns sutras do Buda afirmam que não se deve comer carne; os monges das tradições Maaianas são proibidos de comer qualquer tipo de carne.
Em contrapartida, os porcos são sagrados em várias religiões, incluindo os druidas da Irlanda, cujos sacerdotes eram chamados de “suínos”. Um dos animais sagrados para a deusa romana Diana era o javali; ela enviou o javali calidônio para destruir a terra. No hinduísmo, Varaha, com cabeça de javali, é venerado como um avatar do deus Vishnu. A porca era sagrada para a deusa egípcia Ísis e usada em sacrifício para Osíris.

## Lugares

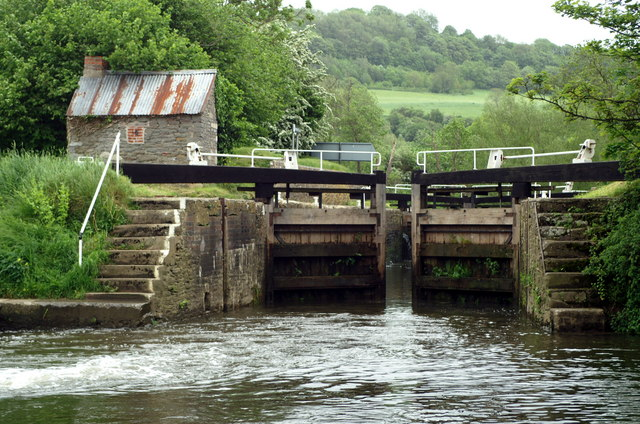
O nome Swineford Lock foi dado em homenagem a um vau onde os porcos costumavam atravessar o rio Avon.

Muitos lugares têm nomes de porcos. Na Inglaterra, esses nomes de lugares incluem Grizedale (“Vale dos porcos”, do escandinavo antigo griss, porco jovem, e dalr, vale), Swilland (“Terra dos porcos”, do inglês antigo swin e land), Swindon (“Colina dos porcos”) e Swineford (“Vau de porcos”). Na Escandinávia, há nomes como Svinbergen (“Pig hill”), Svindal (“Pig valley”), Svingrund (“Pig ground”), Svinhagen (“Pig hedge”), Svinkärr (“Pig marsh”), Svinvik (“Pig bay”), Svinholm (“Pig islet”), Svinskär (“Pig skerry”), Svintorget (“Pig market”) e Svinö (“Pig island”).

## Expressões idiomáticas
Várias expressões idiomáticas relacionadas a porcos estão presentes na língua portuguesa, geralmente com conotações negativas, como em "espírito de porco" ou "dar pérolas aos porcos". Segundo o acadêmico Richard Horwitz, pessoas de todo o mundo fizeram com que os porcos representassem "os extremos da alegria ou do medo humano, a celebração, o ridículo e a repulsa". Os nomes dos porcos são usados como epítetos para atributos humanos negativos, especialmente ganância, gula e impureza, e esses atributos atribuídos muitas vezes levaram a comparações críticas entre porcos e humanos.

## Cofre de porquinho

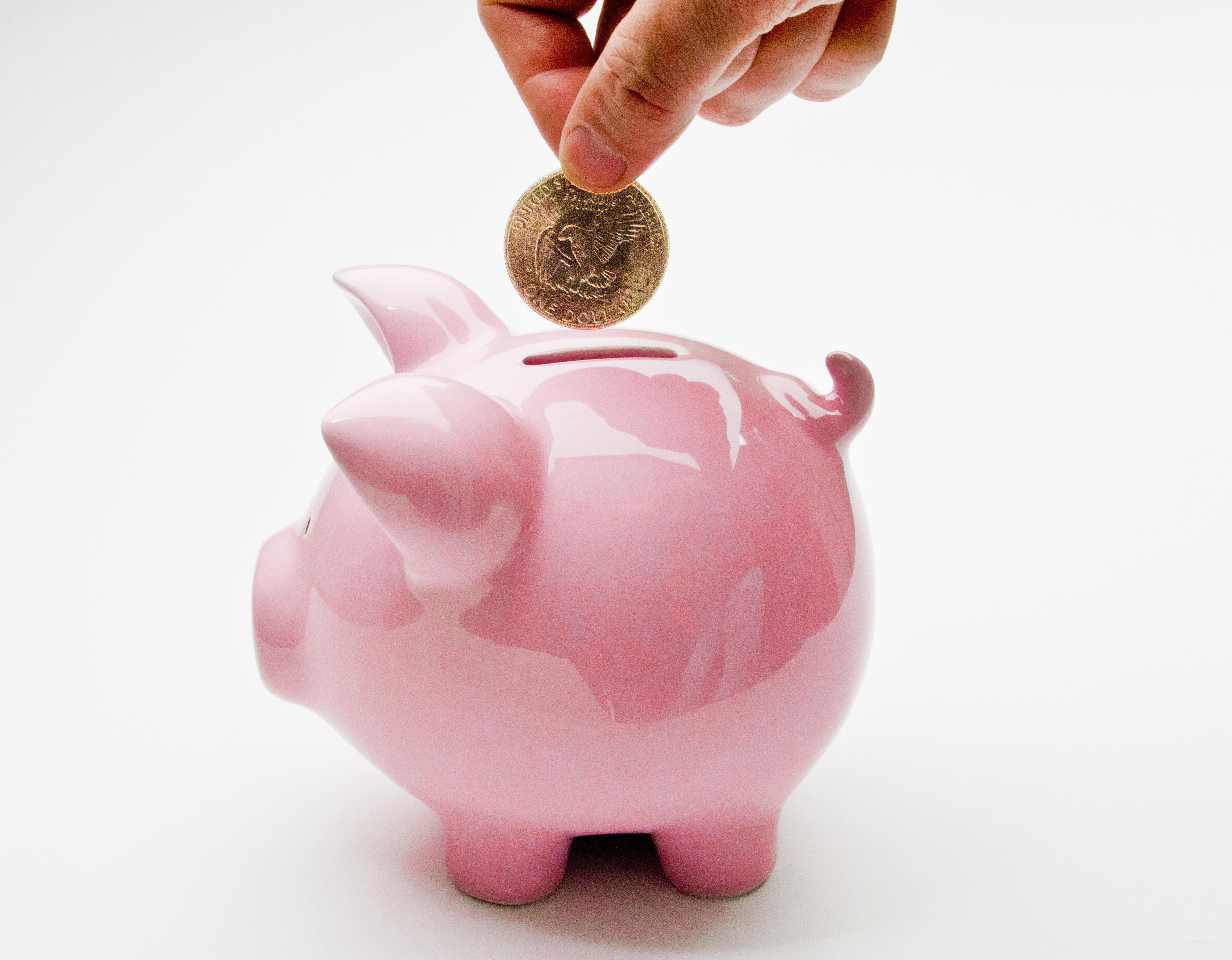
Cofre em formato de porco

Os cofrinhos são recipientes de cerâmica para guardar dinheiro. Os cofrinhos em forma de porcos foram encontrados no século XII em Java, na Indonésia, e no século XIII na Turíngia, na Alemanha. A conexão entre poupança, prosperidade e porcos no Leste Asiático pode ter origem em suas barrigas redondas e em uma conexão com os espíritos da terra. Na Irlanda, antes da Grande Fome, o aluguel de um lote de batata era pago com a criação de um porco.